# John Hempleman
John Hempleman (Auckland, 22 de abril de 1933-Leigh, 19 de agosto de 2019) fue un piloto de motociclismo neozelandés, que compitió en el Campeonato del Mundo de Motociclismo en 1955 y 1960.

## Biografía
Después formarse como mecánico de motocicletas, Hempleman comenzó su carrera con una KSS Velocette, realizando brillantes actuaciones que le valieron la selección para el equipo de 1955 N.Z.A.C.U para participar en la TT Isla de Man de 1954 de 350cc con una Norton. Hemplman no regresaría a Europa hasta 1957 y compitió allí hasta 1960, obteniendo grandes resultados como el quinto puesto en la general de 125cc con un podio en el Gran Premio de Bélgica.
Después de su matrimonio con Beth en 1960, Hempleman se retiraría de la competición profesional. Propietario de una tienda de motocicletas en Onehunga, continuó disputando carreras localmente con las Honda de su buen amigo Jim Redman, ganando la carrera de 125cc en Longford.
En 1984, cerraría su tienda de motos  y se trasladaría a la ciudad costera de Leigh. En 2019, a los 86 años, a causa de un cáncer de páncreas.

## Resultados
| Posición | 1 | 2 | 3 | 4 | 5 | 6 |
| Puntos   | 8 | 6 | 4 | 3 | 2 | 1 |

(carreras en cursiva indica vuelta rápida)
| Año  | Cat.  | Moto   | 1       | 2       | 3       | 4       | 5       | 6       | 7       | 8     | 9     | 10    | 11    | Pts. | Pos. |
| ---- | ----- | ------ | ------- | ------- | ------- | ------- | ------- | ------- | ------- | ----- | ----- | ----- | ----- | ---- | ---- |
| 1955 | 350cc | Norton |         | FRA -   | IOM 21  | GER -   | BEL 12  | NED Ret | ULS -   | NAT - |       |       |       | 0    | -    |
| 1955 | 500cc | Norton | ESP -   | FRA -   | IOM Ret | GER -   | BEL 12  | NED -   | ULS Ret | NAT - |       |       |       | 0    | -    |
| 1957 | 350cc | Norton | GER -   | IOM 23  | NED -   | BEL 14  | ULS -   | NAT -   |         |       |       |       |       | 0    | -    |
| 1957 | 500cc | Norton | GER -   | IOM Ret | NED 7   | BEL Ret | ULS 11  | NAT -   |         |       |       |       |       | 0    | -    |
| 1958 | 350cc | Norton | IOM Ret | NED 10  | BEL 9   | GER -   | SWE 7   | ULS -   | NAT -   |       |       |       |       | 0    | -    |
| 1958 | 500cc | Norton | IOM 15  | NED 8   | BEL 11  | GER -   | SWE Ret | ULS Ret | NAT -   |       |       |       |       | 0    | -    |
| 1959 | 350cc | Norton | FRA 9   | IOM -   | GER 5   |         |         | SWE -   | ULS 6   | NAT 4 |       |       |       | 6    | 8.º  |
| 1959 | 500cc | Norton | FRA 17  | IOM -   | GER 5   | NED Ret | BEL Ret |         | ULS 8   | NAT 5 |       |       |       | 4    | 10.º |
| 1960 | 125cc | MZ     |         | IOM 4   | NED -   | BEL 2   |         | ULS 6   | NAT Ret |       |       |       |       | 10   | 5.º  |
| 1960 | 250cc | MZ     |         | IOM Ret | NED 4   | BEL Ret | GER Ret | ULS -   | NAT Ret |       |       |       |       | 3    | 12.º |
| 1960 | 350cc | Norton | FRA 7   | IOM -   | NED 6   |         |         | ULS -   | NAT -   |       |       |       |       | 1    | 13.º |
| 1960 | 500cc | Norton | FRA 9   | IOM -   | NED -   | BEL 7   | GER 5   | ULS -   | NAT -   |       |       |       |       | 2    | 13.º |
| 1961 | 125cc | EMM    | ESP DNQ | GER -   | FRA -   | IOM -   | NED -   | BEL -   | RDA -   | ULS - | NAT - | SWE - | ARG - | 0    | -    |